# Ermida de São Sebastião (Caldas da Rainha)
A Ermida de São Sebastião localiza-se adjacente à Praça da República (Praça da Fruta), na atual freguesia de Nossa Senhora do Pópulo, Coto e São Gregório, na cidade e no Município de Caldas da Rainha, Distrito de Leiria, em Portugal.
Foi construída no século XVI, destacando-se pelos magníficos painéis de azulejos setecentistas que a revestem internamente.
Encontra-se classificada como Imóvel de Interesse Público desde 1984.